# Maisons-Alfort-Stade
Maisons-Alfort-Stade è una stazione della metropolitana di Parigi sulla linea 8, sita nel comune di Maisons-Alfort.

## La stazione
La stazione venne aperta nel 1970 e porta il nome del comune abbinato a quello dello stadio comunale Delaune.

## Interconnessioni
- Bus RATP - 104, 372